# 장새류

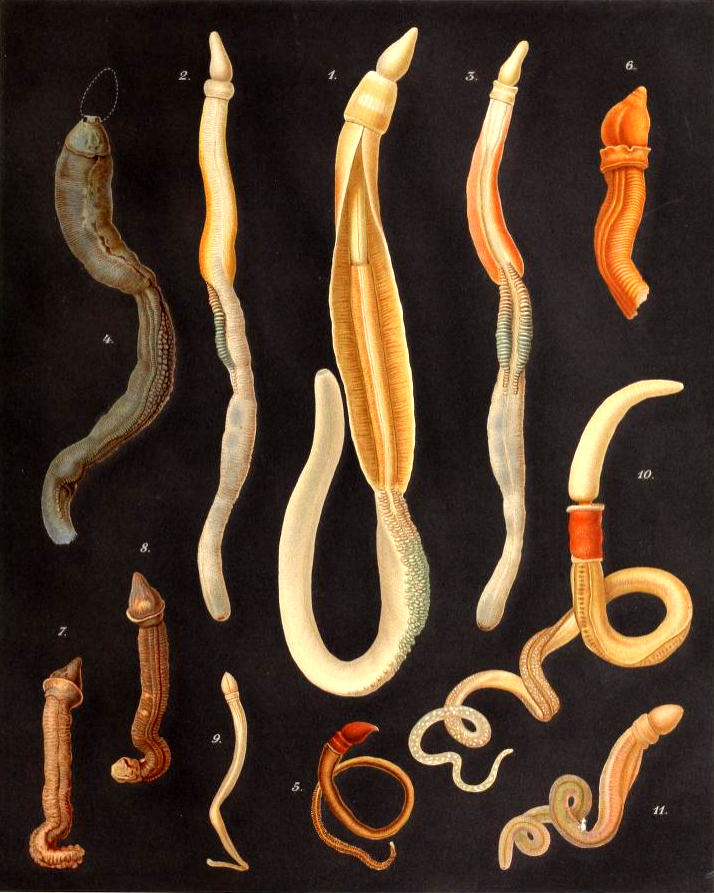

장새류(腸鰓類, acorn worm, Enteropneusta)는 장새강에 속하는 반삭동물의 총칭이다. 장새류는 극피동물과 함께 후구동물상문에 속한다.전 세계적으로 111종이 알려져 있고 주요 연구종은 Saccoglossus kowalevskii이다. 하리마니아과와 별벌레아재비과는 3억 7천만 년 전에 분리되었다. 몸은 지렁이처럼 생겼으며 매우 유연하고 신축성이 있다. 표피에는 끈적한 점액이 덮고 있다. 보통 얕은 바다에서 살며, 자유생활을 한다. 자웅이체이다.
최근까지 모든 장새류는 해저의 퇴적물에 서식하며 퇴적물식자나 현탁물식자로 존재하는 것으로 여겨졌다. 하지만 21세기초에 심해에서만 서식하는 Torquaratoridae가 새로운 과로 발견되었다. 이 과의 대부분 종은 해저 표면을 기어다니거나 물기둥으로 떠오르는 데 이것은 새로운 먹이 탐색 장소를 찾아 표류하기 위해서이다. 장새류의 조상은 같은 반삭동물문의 익새류처럼 관에서 살았던 것으로 추정된다. 하지만 결국 더 안전하고 잘 보호받을 수 있는 생활을 하기 위해서 퇴적물에 파고들어서 살기 시작했다. 특정 장새류 종은 2.5 m (8 ft 2 in)에 이를 수도 있지만 대부분의 종은 이것보다 작다. 아이오딘과 같은 성분을 포함한 분비물때문에 아이오도 폼과 같은 냄새가 난다.

## 특징
대부분 길이는 9~45 cm (3.5~17.7 in) 사이이고 가장 큰 종인 Balanoglossus gigas는 1.5 m(5 ft) 이상이다. 몸은 도토리 모양인 코와 코 뒤에 있는 짧은 다육질의 깃, 긴 벌레 모양의 몸통의 세 가지 주요 부분으로 구성된다. 입은 코 뒤의 깃에 위치한다.
피부는 섬모뿐만아니라 점액을 분비하는 샘으로 덮여있다. 일부는 약 냄새가 나게 하여 박테리아와 포식자들로부터 스스로를 보호하기 위해서 브로민화물을 생성한다. 장새류는 섬모의 움직임과 코의 연동운동을 이용해 느리게 움직인다.
잘 수축하며, 몸표면은 섬모로 둘러싸여 있고 몸의 앞부분에는 잘 움직이는 입술이 있다. 한편, 입술에 이어진 동정 안쪽에 입이 열려 있고, 넓은 구강은 다시 인두와 연결되는데, 여기에 외부와 통하는 10-80개의 U자형 아가미구멍이 있어서, 소화관이 아가미의 역할도 겸한다. 일반적으로 아가미구멍의 출구는 몸의 표면에 열리지만, 경우에 따라서는 체벽 속에서 서로 이어져 하나의 공통된 출구를 이루고 있는 것도 있다. 물은 먹이나 모래와 함께 들어갔다가 아가미구멍으로 나오는데 이때 먹이가 소화되며 모래는 항문을 통해 배설된다. 입술 안쪽에는 늘어난 가는 식도맹낭이 자리잡고 있는데, 이것은 척색과 비슷한 기관으로서 이 맹낭의 배쪽에 키틴질의 지지 조직이 있다. 한편 소화관의 등과 배에는 각각 등혈관·배혈관이 세로로 달리고 있는데, 식도맹낭의 등쪽에서 합쳐져 피구멍을 이룬다. 이 피구멍의 등쪽에 있는 근육성 주머니가 '심낭'으로서, 이것이 수축하면서 혈액의 흐름이 일어난다. 신경은 몸의 등쪽과 배쪽으로 달리는 한편, 전체를 그물처럼 덮고 있으나 뇌는 분화되어 있지 않다. 암수딴몸으로서, 주머니 모양의 생식소가 많이 만들어져 직접 몸 밖으로 열려 있다. 별벌레아재비·긴별벌레아재비·동정벌레 등이 이에 속한다.

### 소화계
많은 도토리 벌레들은 모래나 진흙을 먹고 유기적인 쓰레기를 배출하는 쓰레기 먹이이다.다른 먹이는 물속에 떠 있는 다른 유기물을 먹으며,아가미 막대에 있는 섬모를 사용하여 입 속으로 끌어들일 수가 있다.연구 결과에 따르면 폐사료인 도토리벌레의 먹이 공급속도는 먹이 가용성과 유량에 따라 달라진다.섬모가 줄지어 있는 홈은 입 바로 앞에 있고,매달린 먹이를 입으로 향하게 하며,도토리 벌레가 맛을 느끼게 할 수 있다.구강은 관 모양이며,좁은 게실이나 기공이 주걱턱까지 뻗어있다.입은 인두의 뒤쪽에서 열리며,양쪽을 따라 아가미 자국이 나있다.소화기 계통의 나머지 부분은 식도와 장으로 구성되어 있으며,위는 없다.몇몇의 도토리벌레는 외각표면의과 연결되는 식도의 등표면에 구멍이 있는데,이를 통해 음식물의 물을 짜내서 농축하는데 도움을 준다.소화는 장에서 일어나며,음식 재료는 근육의 작용이 아닌 섬모에 의해 당겨진다.

### 순환계
도토리벌레는 혈액이 부비강조직을 통해 흐르는 열린 순환시스템을 가지고 있다.장 위쪽의 간막에 있는 등쪽 혈관은 심장 역할을 하는 근육낭을 포함하고 있는 비부강 내 부비강으로 혈액을 전달한다. 그러나 대부분의 다른 동물의 심장과는 달리,이구조는 내부가 혈액체계와 직접연결되지 않는 닫힌 액체로 채워진 소포이다.그럼에도 불구하고,도토리 벌레의 심장은 규칙적으로 맥박이 뛰며,주변의 부비강으로 혈액을 밀어내는 것을 돕는다.도토리 벌레의 섬유상골격 중심 부비강에서 혈액은 복잡한 일련의 부비강과 복막 주름으로 흐른다.이 구조의 집합은 사구체라고 불리며 도토리 벌레가 정의된 배설 시스템을 가지고 있지 않기 때문에 배설기능을 가질 수 있다.후두엽에서,혈액은 소화관 아래를 흐르는 하나의 혈관으로 흘러들어가,작은 부비강은 몸통으로 혈액을 공급하고,등쪽 혈관으로 돌아간다.도토리 벌레의 피는 무색이며 세포질이다.

### 호흡계
도로리벌레는 크기가 커짐에 따라 지속적으로 새로운 아가미 구멍을 형성하며,일부 나이든 개체는 양쪽에 100개이상의 아가미 구멍을 가지고 있다.각각의 구멍은 U자형틈을 통해서 인두로,그리고 외측기공을 통해서 외부로 개구하는 가지모양의 세포로  구성되어 있다.섬모는 일정한 흐름을 유지하며물을 구멍으로 밀어넣는다.세포를 둘러싼 조직에는 혈액 부비강이 잘 전달된다.

### 신경계
신경층는 피부 아래에 있으며,등 쪽과 복부 신경줄에 집중되어 있다.복부줄은 해면동물의 섬유상 골격까지 이어지는 반면,등줄은 입까지 닿으며,그 부위의 표피로부터 부분적으로 분리된다.등쪽신경줄의 이 부분은 종종 속이 비어있으며,척추동물의 뇌와 상동적일 수 있다.도토리벌레의 경우 굴을 파고 기어다는 동안 주로 몸의 근육활동을 조정하는 것과 관련이 있는 것으로 보인다.도토리벌레는 입안에 있는 섬모를 제외하고는 눈,귀,기타 특별한 감각기관이 없으며,필터 공급과 미각에 관여 하는 것으로 보인다. 그러나 피부 곳곳에 수많은 신경말단이 있다.

### 골격계
도토리벌레는 Y자모양의 누찰골격을 가지고 있으며,복부에서 입과 목덜미를 시작한다.누찰골격의 뿔의 길이는 종마다 다르다.

### 척색동물과의 유사성

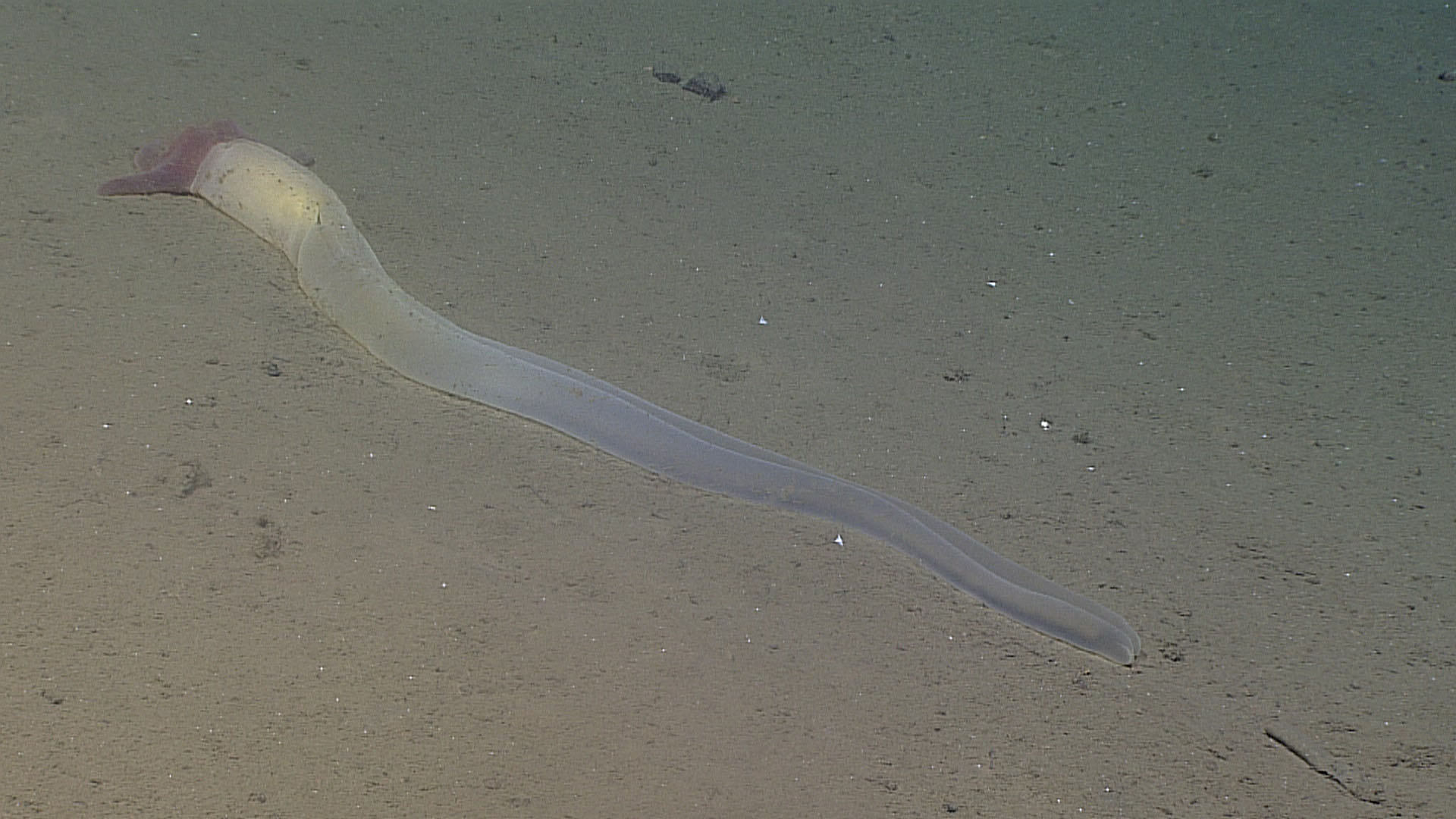

도토리 벌레는 신장으로도 기능하는 심장이 있는 순환계를 가지고 있다. 도토리 벌레는 원시적인 물고기의 아가미와 비슷한 호흡에 사용하는 아가미 모양의 구조를 가지고 있다. 따라서 도토리 벌레는 때때로 전통적인 무척추 동물과 척추 동물 사이의 연결고리라고 한다. 일부는 또한 척추 동물의 항문 후 꼬리와 상동일 수 있는 항문 후 꼬리를 가지고 있다. 흥미로운 특징은 전두엽 신경관의 해부학적 구조를 제외하고는 척추 동물에 세 구획의 신체 계획이 더 이상 존재하지 않으며 나중에 세 가지 주요 부분으로 나뉘는 뇌로 발전한다는 것이다. 이것은 초기 척색동물 조상들의 원래 해부도가 항상 보이지 않더라도 여전히 존재한다는 것을 의미한다.
한 가지 이론은 세 부분으로 구성된 몸체가 모든 후구동물의 초기 공통 조상에서 유래했으며, 심지어 후구동물과 원구동물의 공통된 양측 조상에서 유래했다는 것이다. 연구에 따르면 배아에서의 유전자 발현은 모든 척추동물의 뇌를 형성하는 동일한 신호 중심 중 세 가지를 공유하지만, 신경계 형성에 참여하는 대신 다른 신체 영역의 발달을 통제하고 있다.

## 계통 발생론

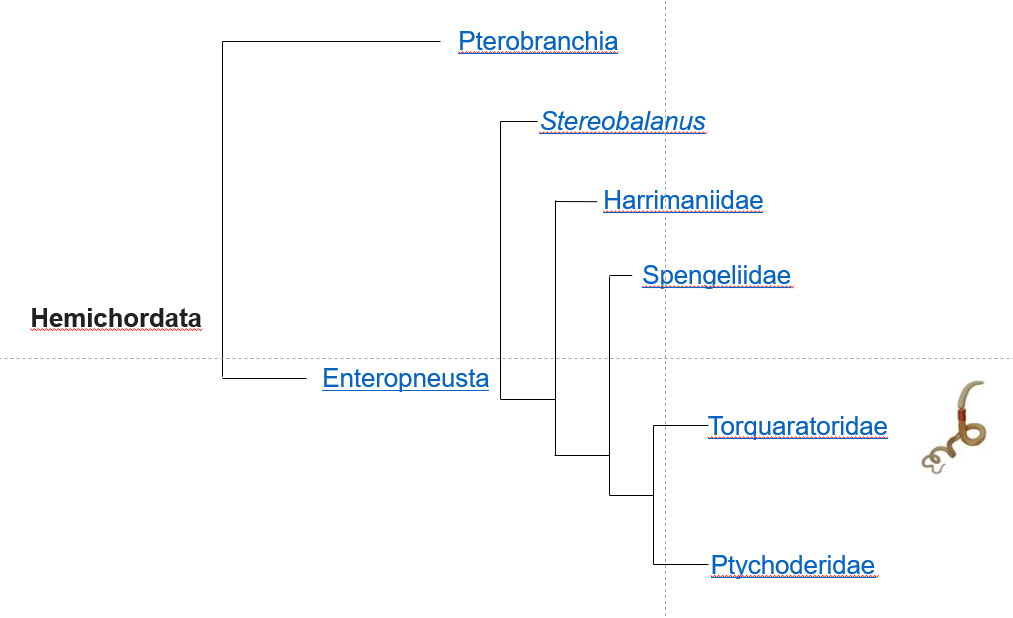

장새류 내의 내부 관계는 다음과 같다. 이 트리는 16S + 18S rRNA 서열 데이터와 여러 출처의 계통유전학 연구를 기반으로 한다.

## 생활 방식
도토리 벌레는 생활 방식 때문에 인간이 거의 볼 수 없다. 그들은 해안선부터 수심 10,000 피트 (3,050 m)까지의 해저에 있는 U 자형 굴에서 산다. 벌레는 굴의 한쪽 구멍에서 주둥이가 튀어나와 거기에 누워 있다. 도토리 벌레는 일반적으로 느린 굴 벌레이다.
음식을 얻기 위해 많은 도토리 벌레는 지렁이의 방식(퇴적물 먹이)으로 유기물과 미생물을 포함하는 모래 또는 진흙을 삼킨다. 썰물 때, 그들은 표면에서 그들의 뒷부분을 내밀고 처리된 퇴적물의 코일을 배출한다.
일부 도토리 벌레가 음식을 얻기 위해 사용하는 또 다른 방법은 물에서 유기물과 미생물의 부유 입자를 수집하는 것이다. 이것은 서스펜션 공급이라고 한다.

## 복제

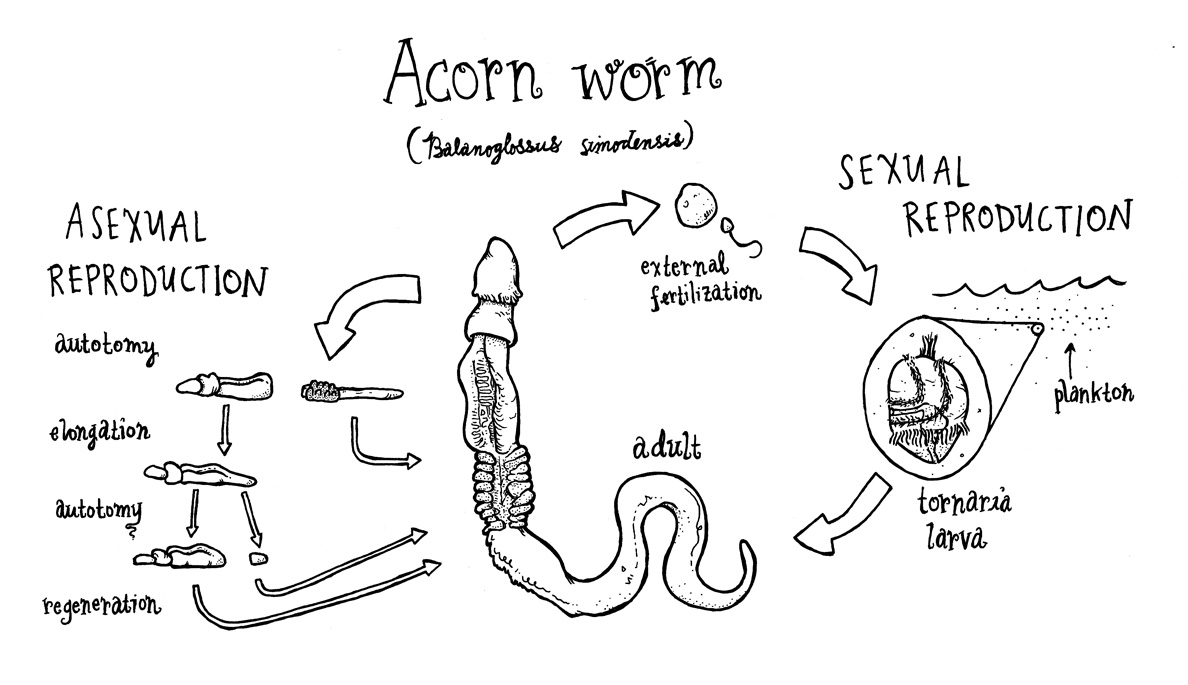

도토리 벌레는 암수가 따로 있는 이오시스로, 적어도 일부 종은 무성생식을 할 수 있다. 한 쌍의 생식샘을 가지고 있는데, 생식샘은 인두 가까이에 위치하며 아가미 구멍 근처의 작은 구멍을 통해 생식샘을 방출한다. 암컷은 젤라틴 형태의 점액 덩어리에 많은 양의 알을 낳으며, 그 후 수컷이 외부적으로 수정한 후 물살이 덩어리를 깨고 각각의 알을 흩어지게 한다.
대부분의 종에서, 알은 섬모로 덮인 길쭉한 몸체를 가진 플랑크톤 유충으로 부화한다. 일부 종에서는 성충으로 직접 발전하지만, 다른 종에서는 tornaria 유충이라고 불리는 자유 수영 중간 단계가 있다. 이들은 불가사리의 bipinnaria 유충과 외관이 매우 유사하며, 꼬불꼬불한 섬모의 띠가 몸 주위를 돌아 다니고 있다. 난자 내의 배반골의 배아 발달은 또한 echinoderms의 배아 발달과 매우 유사하기 때문에, 이것은 두 그룹 사이의 밀접한 계통발생적인 밀접한 연관성을 시사한다.
며칠 또는 몇 주가 지나면 유충의 중간 부분 주위에 홈이 형성되기 시작하며, 앞쪽 부분은 결국 코가 되고, 나머지는 목과 몸통을 형성한다. 유충은 결국 정착하여 작은 성체로 변하여 굴을 파는 생활 방식을 취한다. Saccoglossus kowalevskii와 같은 일부 종은 플랑크톤 유생 단계조차 없으며, 작은 성체로 직접 부화한다.

## 주요 종
- 하리마니아과 (Harrimaniidae)
  - 하리마니아속 (Harrimania)
    - H. planktophilus

  - 메소글로수스속 (Mesoglossus)
  - Meioglossus
    - M. psammophilus

  - 긴별벌레아재비속 (Saccoglossus)
    - 긴별벌레아재비 (S. kowalevskii)
    - S. pygmaeus
- 별벌레아재비과 (Ptychoderidae)
  - 발라노글로수스속 (Balanoglossus)
    - 별벌레아재비 (B. gigas)